# Electrical Engineering Construction Company
Electrical Engineering Construction Company Ltd. war ein britischer Hersteller von Automobilen.

## Unternehmensgeschichte
Das Unternehmen aus Totnes begann 1952 unter Leitung von James Elliott mit der Produktion von Automobilen. Der Markenname lautete EEC. 1954 endete die Produktion. Insgesamt stellte das Unternehmen zwei Fahrzeuge her, die es auch verkaufte.

## Fahrzeuge
Im Angebot standen Kleinstwagen mit drei Rädern. Ein Zweizylindermotor von der Excelsior Motor Company mit 250 cm³ Hubraum war im Heck montiert und trieb das einzelne Hinterrad an. Die Karosserie bestand aus Stahl. Eine Fronttür ermöglichte den Zugang zum Innenraum.
Das Fahrzeug war höher als breit. Das Leergewicht war mit 267 kg angegeben, und der Neupreis (ohne Steuern) mit 280 Pfund.